# Vinicius Krieger
Vinicius Krieger (São Paulo, 26 de agosto de 2006) é um atleta paralímpico brasileiro da classe T72 (para atletas com paralisia cerebral que competem com auxílio deum triciclo). Em 2023 foi convocado pelo Comitê Paralímpico Brasileiro para representar o Brasil no Campeonato Mundial de Para-Atletismo em Paris na França .
Nesta competição, Vinicius conquistou a medalha de bronze nos 100m da classe T72 e se tornou o medalhista mais novo da equipe brasileira. 

## Biografia
Vinicius tem paralisia cerebral em decorrência de uma anoxia durante o parto.  Na infância praticou futebol e judô. Conheceu o Atletismo em 2021, na escolinha de atletismo do Comitê Paralímpico Brasileiro em São Paulo. 